# Chaltaryn Bolor-Erdene

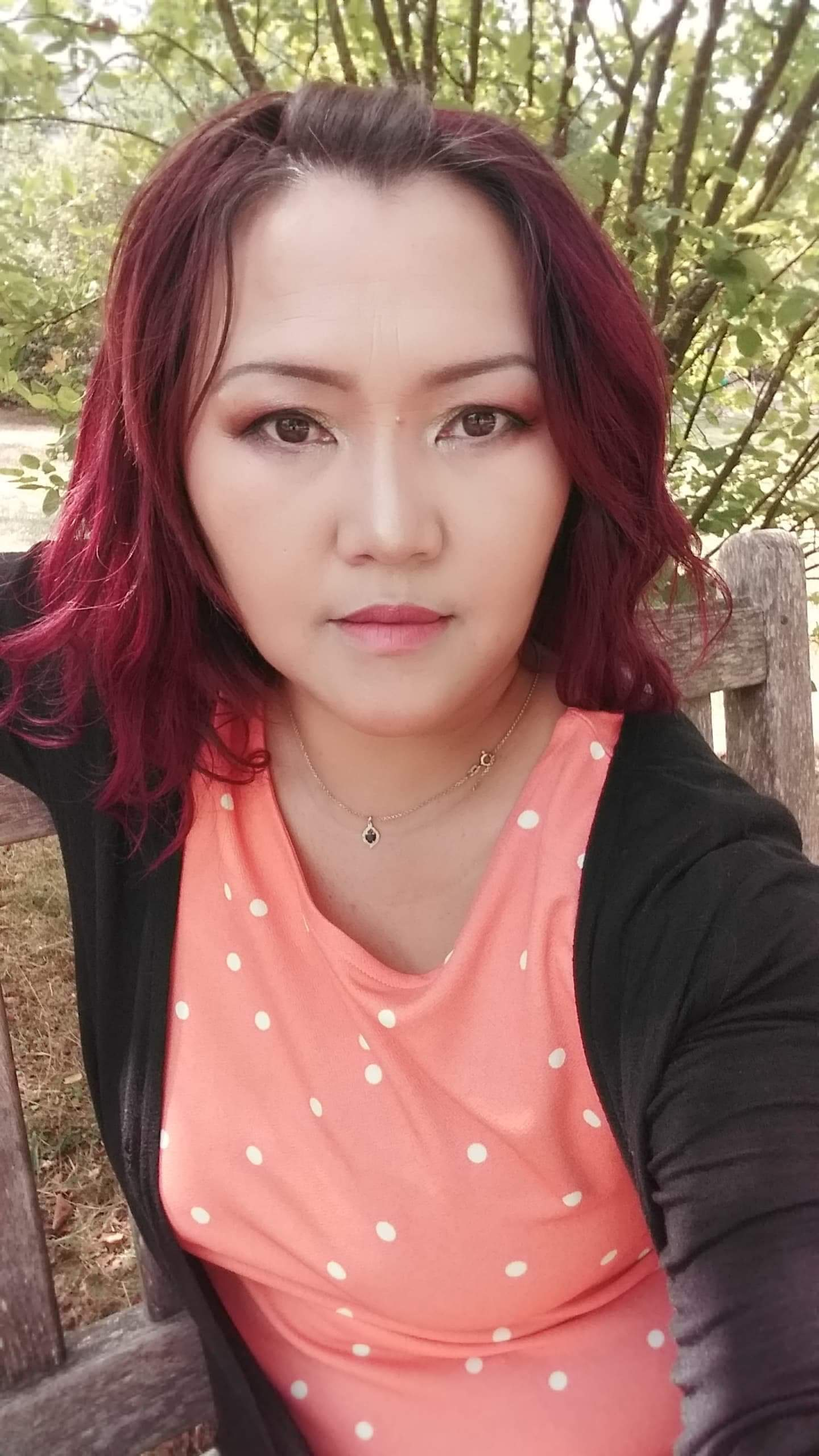
Bolor-Erdene Khaltar (2019)

Bolor-Erdene Khaltar (* 15. August 1975 in Ulaanbaatar) ist eine mongolische Autorin und Journalistin.

## Werdegang
1995 studierte sie an der Universität für Künste und Sprachen und schloss 2000 die Abteilung für Journalismus am College of Literature ab.
Nach ihrem Abschluss begann sie bei  Zeitungen wie "Public Law", "Today", "The Word", "News of the Century" und der Agentur "Irmuun" zu arbeiten. Jetzt ist sie freie Journalistin und Autorin.
Mit ihrem Buch "You and me" (Psychologische Geschichten) erhielt sie 2009 den  Literaturpreis der Mongolei "The Golden Feather" und wurde 2011 erneut mit ihrem Buch "Khishigt" für Kinder ausgezeichnet. Romane, Drehbücher und Romane sind  in der Mongolei weit verbreitet. Khaltar ist mit einem Schriftstellerkollegen verheiratet, sie haben zusammen 4 Kinder und wohnen  in Tours, Frankreich.
2019 wurde ihre Jugendnovelle "Khishigt" in Frankreich unter dem  Titel "Khishigt Mongol" veröffentlicht.

## Publikationen

### Geschichtsbücher
1. Die nackte Nacht (2002)
2. Hergestellt im Herzen (2004)
3. Die paradiesischen Gefangenen (2007)
4. Du und ich (2009), (2013)

### Arbeit für Kinder
1. Die mongolischen alten Geschichten 1–10 (2008)
2. Die Geschichte der weisen Königinnen (2011)
3. Zwei Temuujin / 2011 / Geschichte
4. Roter Mann / 2011 / Geschichte
5. Mutters Geschichte

### Novellen
1. Ich liebe dich - 2 (2009)
2. Böser Mann (2010)
3. 20 Jahre später (2010)
4. Khishigt (2011), (2012), (2013), (2018) dokumentarische Novelle.
5. “Bolor novellas” (2013)

### Roman
1. Die rennende Frau (2019)

### Drehbücher
1. Ich liebe dich-2 (2009)
2. Mi-15 (2010)
3. Die Farbe der Sonne (2012)
4. Der lebende Partner (2014)

### Briefe
1. Der Brief an die zukünftige Liebe meiner Tochter
2. Der Brief an die zukünftige Liebe meines Sohnes

### Text
1. Weine nicht Mädchen; Sänger Ariunaa T.
2. Ich liebe dich Mama; Dramalied, Sänger Ariunaa T.
3. Fremde Frau; Filmlied, Sänger Ariunaa T.
4. Das letzte Lied des Schwans; Filmlied, Sänger Ariunaa T.
5. Die Liebesfarbe; Sänger Ariunaa T.
6. Lieben, um geliebt zu werden; Sänger Sarantuya B.
7. Ich liebe diesen Mann. Drama-Song, Evolution-Produktion.
8. Das Parkpaar; Dramalied, Sänger Tselmuun Ch.
9. Du hast mich nicht verlassen; Sänger Tuul D.
10. Ich habe mich verändert; Galaband.
11. Mi-15; Filmlied, Sänger Iderjavhlan P.
12. Liebevolle Zeiten; Sänger Bayartsetseg B.
13. Am Kreuz; Sänger Bayartsetseg B.
14. Habe gedacht; Sänger Bayartsetseg B.